# Niko Kranjčar
Niko Kranjčar (pronunțat [nǐːkɔ krâɲt͡ʃaːr]) (n. 13 august 1984) este un fotbalist croat care joacă pentru Dinamo Kiev și pentru echipa națională de fotbal a Croației. El joacă pe postul de mijlocaș ofensiv, dar mai poate fi folosit ca extremă sau al doilea atacant.

## Titluri

### Club
Dinamo Zagreb
- Prva HNL (1): 2002–2003
- Cupa Croației (3): 2001, 2002, 2004
- Supercupa Croației (2): 2002, 2003

Hajduk Split
- Prva HNL (1): 2004–2005
- Supercupa Croației (1): 2005

Portsmouth
- FA Cup (1): 2007–08

Queens Park Rangers
- Play-off Football League Championship (1): 2013–14

## Legături externe
- Profil BBC Arhivat în 21 decembrie 2008, la Wayback Machine.
- Niko Kranjčar la Soccerbase